# Isle-à-Quatre (Grenadines)
Isle-à-Quatre, (en anglais Isle à Quatre ou Quatre), est une très petite île de l'archipel des Grenadines au large de la côte de Bequia. L'île inhabitée actuellement, a une superficie de 1,52 km2.

## Géographie
L'Isle-à-Quatre a une longueur de 3 kilomètres sur une largeur de 250 mètres à 950 mètres. Sa réserve maritime s'étend sur 332,3 km² 
L'île est située à environ 2 kilomètres au sud de l'île de Bequia ; 400 m la séparent de l'île Pigeon. 

## Histoire
L'île, avec les autres îles de la région, a appartenu à la France jusqu'à la guerre de Sept Ans. En 1763, elles ont été cédées à l'Angleterre. 
Depuis plus de cent ans, l'île a appartenu à la famille d'un premier ministre, James Mitchell, dont un membre était capitaine par le passé. La famille Mitchell a vendu une partie de l'île pour un projet de construction d'une station balnéaire et reste propriétaire de l'autre.
L'île est connue pour son arbre, le Tabebuia heterophylla, appelé poirier-pays ou poirier blanc aux Antilles françaises ; il était autrefois utilisé  pour la construction de canots, moulins à manioc et jantes de roues de charrette.

## Sources
1. ↑  Dénomination BNF
2. ↑  Description de l'Isle à Quatre